# Давидчі
Давидчі (рос. Давыдчи) — присілок в Дубровському районі Брянської області Російської Федерації.
Населення становить 413 осіб. Входить до складу муніципального утворення Дубровське міське поселення.

## Історія
Від 2005 року входить до складу муніципального утворення Дубровське міське поселення.

## Населення
1. Н/Д[2]